# Michael Keller (Schachkomponist)
Michael Keller (* 31. Mai 1949 in Remscheid) ist ein deutscher Schachkomponist. Seit 1995 ist er Großmeister für Schachkomposition.
Keller hat mehr als 750 Aufgaben, überwiegend Dreizüger, komponiert. Davon wurden mehr als 250 mit Preisen ausgezeichnet. Viele wurden in die FIDE-Alben aufgenommen. Dafür wurde ihm von der FIDE 1995 der Titel Großmeister für Schachkompositionen verliehen.
|   | a | b | c | d | e | f | g | h |   |
| 8 |   |   |   |   |   |   |   |   | 8 |
| 7 |   |   |   |   |   |   |   |   | 7 |
| 6 |   |   |   |   |   |   |   |   | 6 |
| 5 |   |   |   |   |   |   |   |   | 5 |
| 4 |   |   |   |   |   |   |   |   | 4 |
| 3 |   |   |   |   |   |   |   |   | 3 |
| 2 |   |   |   |   |   |   |   |   | 2 |
| 1 |   |   |   |   |   |   |   |   | 1 |
|   | a | b | c | d | e | f | g | h |   |

Lösung:

1. Sc4 (droht 2. Sxe3+ Txe3 3. Dxe6 matt). Schwarz kann versuchen, die Diagonale a2–e6 zu verstellen oder das Feld e3 mit einer anderen Figur zu decken, damit der Tb3 die Diagonale nicht verlassen muss.

1. … Td5 2. Lf3+ Sxf3 3. Te4 matt (der weiße Läufer räumt das Feld e4)

1. … Ld5 2. Txg5+ Lxg5 3. Se5 matt (der weiße Turm räumt das Feld e5)

1. … Sf1 (deckt e3) 2. Td5 (droht Lf3 matt und Se5 matt) Txd5 3. Lf3 matt 2. … Lxd5 3. Se5 matt

1. … Lb6 2. Ld5 (droht Te4 matt und Txg5 matt) Txd5 3. Te4 matt 2. … Lxd5 3. Txg5 matt

1. … c1D 2. De2+ Sf3 3. Dxf3 matt
Die erste und zweite Variante stellt einen Grimshaw dar, benannt nach Walter Grimshaw: Wechselseitige Verstellung zweier ungleichschrittiger schwarzer Steine ohne Opferstein auf dem Schnittpunkt ihrer Wirkungslinien. Danach räumt eine weiße Figur unter Opfer das Feld, auf dem dann eine andere weiße Figur matt setzt. Dieses Motiv wird auch als weißes Räumungsopfer bezeichnet.
Die dritte und vierte Variante stellt einen Nowotny dar, benannt nach dem Schachkomponisten Anton Nowotny: Verstellung der Wirkungslinien zweier ungleichschrittiger schwarzer Figuren durch Besetzung ihres Schnittpunkts mit einem weißen Opferstein.
Mit Kellers Namen ist das Keller-Paradox verbunden, ein Thema mit der Definition: Weiß besetzt ein Feld, das zuvor von Schwarz gedeckt (oder erneut gedeckt) wurde.